# Semele rupium
Semele rupium is een tweekleppigensoort uit de familie van de Semelidae. De wetenschappelijke naam van de soort is voor het eerst geldig gepubliceerd in 1833 door G.B. Sowerby I.